# Robert Young (director)
Robert William Young (nascut el 16 de març de 1933) és un director de televisió i de cinema.
Young va néixer a Cheltenham, i a la dècada de 1980 i principis de la dècada de 1990, es va establir com a director principal de drama televisiu britànic. A la dècada de 1970, va dirigir El circ dels vampirs (1972), Soldier's Home (1977) i un episodi de Hammer House of Horror. Va dirigir nombrosos episodis de Minder i Bergerac a principis dels anys 80, i l'aclamada sèrie de televisió The Mad Death que es va centrar en un brot de ràbia. Potser el seu treball televisiu més recordat va ser a Robin of Sherwood, per a la qual va dirigir molts dels episodis més ben considerats.
Young es va moure cap a la comèdia negra a principis dels anys 90, dirigint Jeeves and Wooster basat en les històries escrites per P.G. Wodehouse i G.B.H., per la qual va ser nominat a un premi BAFTA. Va ser en part gràcies a GBH que va ser assignat per dirigir Criatures ferotges, la continuació de John Cleese de 1997 a un peix anomenat Wanda, que comptava amb molts del mateix repartiment que GBH. No obstant això, la producció va tenir problemes i Fred Schepisi va ser portat per finalitzar la pel·lícula. Young, però, va dirigir Splitting Heirs, protagonitzada per Cleese i Eric Idle.
Young ha continuat treballant en drama televisiu des de llavors.

## Filmografia selecta
- 1972: El circ dels vampirs
- 1974: Romance with a Double Bass (curtmetratge)
- 1976: Keep It Up Downstairs
- 1977: Soldier's Home (short film)
- 1979: The World Is Full of Married Men
- 1986: Escola de bruixes (TV)
- 1986: The Ninja Squad
- 1987: Three Wishes for Jamie (TV)
- 1987: Harry's Kingdom
- 1991: G.B.H. (minisèrie)
- 1993: Splitting Heirs
- 1994: Doomsday Gun (TV)
- 1997: Criatures ferotges
- 1997: Jane Eyre (TV)
- 1999: El capità Jack
- 2001: The Infinite Worlds of H. G. Wells (minisèrie)
- 2007: Blood Monkey
- 2007: Eichmann
- 2010: Wide Blue Yonder
- 2014: Curse of the Phoenix